# Монтевідео Сіті Торке
Монтевідео Сіті Торке (ісп. Montevideo City Torque) — уругвайський футбольний клуб із Монтевідео. Заснований 26 грудня 2007 року. Вперше піднявся до Прімера Дивізіону у 2018 році.
При заснуванні клуб мав назву «Атлетико Торке», та у 2017 році його придбав City Football Group (CFG), що надалі привело до зміни назви у 2020 році. Уругвайці мають зв'язки з Манчестер Сіті, Нью-Йорк Сіті, Мельбурн Сіті, котрі теж належать CFG.